# فرمان پیشگیری از بارداری
فرمان پیشگیری از بارداری یک قانون دولتی  ایالات متحده آمریکا است که شرکت‌های بیمه‌های سلامت یا کارفرمایانی را که به کارکنان خود بیمه سلامت ارائه می‌دهند را ملزم به پوشش هزینه‌های مربوط به وسایل و خدمات پیشگیری از بارداری در برنامه بیمه خود می‌کند. در سال ۱۹۷۸ کنگره ایالات متحده آمریکا تبعیض بر اساس بارداری را نوعی تبعیض بر پایه جنسیت اعلام می‌کند.در سال ۲۰۰۰ کمیسیون فرصت‌های شغلی برابر حکم بر آن داد که شرکت‌هایی که به کارکنان خود بیمه جهت داروهای تجویزی (داروهای با نسخه) ارائه می‌دهند اما ابزار و داروهای پیشگیری از بارداری را از لیست ارائه خود حذف کرده‌اند متخلف بوده و نقض لایحه حقوق مدنی ۱۹۶۴ را انجام داده‌اند.